# Johannes Sleidan

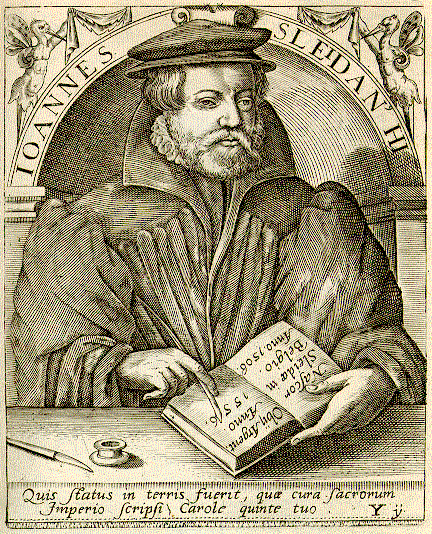
Johannes Sleidan

Johannes Sleidan, Johannes Philippi (ur. 1506 w Schleiden w Nadrenii, zm. 1556) – humanista niemiecki.
Pierwotne nazwisko Philippi zmienił na Schleiden (od miejsca urodzenia).
Studiował na uniwersytetach w Leodium, Kolonii, Lowanium, Paryżu i Orleanie.
Przez dziesięć lat był na służbie Związku Szmalkaldzkiego jako tłumacz i dyplomata. Wcześniej był na służbie francuskiej, ale po przyjściu na protestantyzm musiał ją opuścić. W swojej twórczości pisarskiej polemizował z katolickim stanowiskiem na reformację, dostarczył argumentów historycznych i prawnych dla reformacji i dla legalności jej poczynań.
Dzieła:
- Commentarii de ststu religionis et rei publicae Carolo V ceasare, 1555 (Komentarz o stanie religii i państwa za panowania Karola V – historia reformacji);
- De quatuor summis imperiis libri tres (Trzy księgi o czterech monarchiach – popularny w XVI i XVII wieku podręcznik historii).